# Трунченков, Николай Степанович
Николай Степанович Трунченков (04.01.1918 — ?) — советский авиаконструктор, лауреат Сталинской премии.
Родился и вырос в Новониколаевске (Новосибирске).
С 1936 года занимался конструкцией авиамоделей, вёл занятия в кружке авиамоделистов.
С 10.10.1941 на военной службе, сержант — мл. техник-лейтенант, 203 завп ( (запасный авиационный полк - ремонтные мастерские и школа лётчиков).
С декабря 1945 года работал в КБ Антонова (ОКБ-153) в Новосибирске. Начальник модельной мастерской, с 1948 года начальник отдела.
В самолёте Ан-2 — конструктор фюзеляжа и оперения.
Чемпион СССР по авиамодельному спорту 1947 года.
Ушёл из КБ Антонова в 1952 году, отказавшись от переезда в Киев. Работал в НИИ, с 1953 года в авиационно-промышленной академии.
В 1955 году вернулся в КБ Антонова и был назначен на должность заместителя главного конструктора — начальника конструкторского отдела.
С декабря 1955 по ноябрь 1960 года ведущий конструктор авиалайнера АН-10.
По состоянию на 1973 год ещё работал в ОКБ Антонова.
Сталинская премия 1952 года — за создание самолёта Ан-2.
Сочинения:
- Как строить летающие модели: Советы авиамоделистам. — Москва : Оборонгиз, 1951. — 52 с. : ил.; 22 см.
- Моторная парящая модель самолета [Текст]. — Москва : Изд-во ДОСААФ, 1952. — 52 с., 1 л. черт. : ил.; 19 см.
- Регулировка и запуск летающих моделей [Текст] / Н. С. Трунченков. — Москва : ДОСАРМ, 1950. — 41 с. : ил.; 20 см.